# 山階鳥類研究所
公益財団法人山階鳥類研究所（やましなちょうるいけんきゅうじょ、英語: Yamashina Institute for Ornithology）は、元侯爵の山階芳麿（旧皇族の芳麿王）が、1932年（昭和7年）に東京都渋谷区南平台町の自邸に創設した山階家鳥類標本館（やましなけちょうるいひょうほんかん）を母体に1942年（昭和17年）に設立した研究所。
現在の所在地は、千葉県我孫子市高野山。

## 概要
鳥類専門の研究所で、ヤンバルクイナの発見などで知られる。1984年（昭和59年）、手賀沼にほど近い千葉県我孫子市に移転した。創立者が皇族出身であることから皇室との縁が深く、1992年（平成4年）より2005年（平成17年）まで紀宮清子内親王（現：黒田清子）が非常勤研究員として勤めた。
2023年（令和5年）4月1日現在、総裁は秋篠宮文仁親王、理事長は壬生基博、専務理事は林良博、所長は小川博。設立当時は文部省（現：文部科学省）所管の財団法人であったが、公益法人制度改革にともない2012年（平成24年）4月1日付けで公益財団法人に移行した。
研究施設であり、一般公開はされていないが、月1回の所内見学会やジャパン・バード・フェスティバルでの「見にレクチャー」などが行われている（後述）。同研究所に隣接して建つ我孫子市鳥の博物館は、同研究所が我孫子に移転したのをきっかけに、1990年（平成2年）に建てられたもので、関係が深いが、組織上は（同研究所は民間団体であり、鳥の博物館は市立であって）別物である。同研究所の特徴は、鳥類研究の基礎となる各種の形態学的標本の収集保存、鳥類学と周辺諸分野の図書資料の収集保存、足環その他のマーキングによって個体識別した鳥類の渡りや寿命の調査、生息数のモニタリングを行う鳥類標識調査、アホウドリ・ヤンバルクイナ等の絶滅危惧種の保全研究などが挙げられる。

## 組織

### 歴代総裁
- 秋篠宮文仁親王（1986年〈昭和61年〉 - ）[2]

### 歴代理事長
1. 山階芳麿（1942年〈昭和17年〉 - 1989年〈平成元年〉）[3]
2. 浅野長愛（1989年〈平成元年〉 - 2004年〈平成16年〉）[3]
3. 島津久永（2004年〈平成16年〉 - 2015年〈平成27年〉6月12日）[3]
4. 壬生基博（2015年〈平成27年〉 - ）[3]

### 歴代専務理事
1. 法華津孝太（1977年〈昭和52年〉 - 1989年〈平成元年〉）[3]
2. 今村武俊（1989年〈平成元年〉 - 1991年〈平成3年〉）[3]
3. 柳瀬孝吉（1991年〈平成3年〉 - 2001年〈平成13年〉）[3]
4. 加藤陸美（2001年〈平成13年〉 - 2012年〈平成24年〉）[3]
5. 林良博（2012年〈平成24年〉 - ）[3]

### 歴代所長
1. 山階芳麿（1942年〈昭和17年〉 - 1989年〈平成元年〉）[3]
2. 黒田長久（1989年〈平成元年〉 - 2002年〈平成14年〉）[3]
3. 山岸哲（2002年〈平成14年〉 - 2010年〈平成22年〉）[3]
4. 林良博（2010年〈平成22年〉 - 2017年〈平成29年〉）[3]
5. 奥野卓司（2017年〈平成29年〉 - 2022年〈令和4年〉）[3]
6. 小川 博（2022年〈令和4年〉 - ）[3]

## 就業日・時間
- 土日祝日・年末年始を除く月〜金曜日、10時〜17時

## 見学
研究機関であり、展示や公開のスペースはない。
- 所内見学会：原則として毎月第4金曜日に見学会（午前、午後の各2回、いずれも約1時間）を行っている。これは、所内の各部署を案内するものではなく、講堂で、映像等で同研究所の概要を紹介するものである。事前予約が必要[4]。
- 山階鳥研 見にレクチャー：毎年秋に我孫子市内で行われるジャパン・バード・フェスティバルにおいて、山階鳥類研究所の講堂を会場に、所員がスライド（パワーポイント）を用いて研究紹介や、研究所の紹介を行う催し。2006年から「一般公開」と題して、同じ内容の催しを行っていたが、「一般公開」という名称が所内の各部署を見学できるような誤解を招くことから、2009年（平成21年）から「山階鳥研 見にレクチャー」と名称を改めた。2013年（平成25年）に行った内容は、整理券により入場した来場者に、講堂で、1回30分の研究紹介や、研究所の紹介を行うものであった[5]。今後も引き続き同様の催しを行うかどうかは確認が必要である[4]。
- テーマトーク (会場：我孫子市鳥の博物館)：山階鳥類研究所の建物を見学できるものではないが、山階鳥類研究所の職員の話が聞ける催し。2011年（平成23年）に、隣接の我孫子市鳥の博物館で、同研究所の職員が「テーマトーク」として、毎月第2土曜日の午後に、鳥類の研究について一般向けに解説を行う催しが始まった[4]。2018年度も引き続き実施されるが、開催日は毎月第3土曜日となった。さらに開催のない月もあるのでウェブサイトで確認するのが望ましい。